# Калёнов, Николай Евгеньевич
Николай Евгеньевич Калёнов (Род. 1945, Москва) — советский и российский учёный в области информационных технологий, доктор технических наук, профессор, директор Библиотеки по естественным наукам РАН (2004—2018), специалист по научным информационным системам.

## Биография
Родился 2 января 1945 года в Москве в семье геофизика Евгения Николаевича Калёнова (1904—1989). Приходится правнуком Ивану Станкевичу, брату мыслителя Николая Владимировича Станкевича и писателя Александра Владимировича Станкевича.
В 1961 году окончил среднюю школу № 110 в Москве.
В 1966 году с отличием окончил механико-математический факультет МГУ по кафедре прикладная механика, научный руководитель А. Е. Орданович, в 1969 году — аспирантуру там же.
С 1969 года начал работать младшим научным сотрудником в ЦНИИ автоматики и гидравлики.
В 1971 году защитил диссертацию на соискание учёной степени кандидата физико-математических наук, в 1992 году — диссертацию на соискание учёной степени доктор технических наук «Комплексная автоматизация информационно-библиотечного обеспечения учёных АН СССР в области естественных наук», в 2001 году присвоено звание профессор.
С 1974 года работает в Библиотеке по естественным наукам (БЕН) АН СССР (с 1991 года — РАН), старший научный сотрудник, с 1978 года — заведующий отделом системных исследований и автоматизированной технологии, с 1993 года — главный технолог, с 2003 года — заместитель директора библиотеки по науке. В 2004—2018 годах — директор библиотеки (БЕН РАН).
В настоящее время главный научный сотрудник МСЦ РАН.
Научные интересы — разработка автоматизированных систем управления в информационно-библиотечной сфере, проектирование баз данных, оцифровка научных публикаций и создание электронных библиотек.

## Членство в организациях
Член различных комиссий и советов РАН, среди них:
- Комиссия по автоматизации библиотечно-библиографических процессов, председатель (с 1985).
- Член межведомственной программы «Электронные библиотеки» (с 1999).
- Комиссия по созданию и внедрению новых информационно-библиотечных технологий (с 2000).
- Информационно-библиотечный совет РАН — заместитель председателя (с 2008).
- Российская ассоциация электронных библиотек (с 2005)[7].